# Polder Oudenrijn
Polder Oudenrijn is een voormalige polder in de gemeente Utrecht ten zuiden van de Leidse Rijn tussen De Meern en de rijksweg A2. De grenzen van deze polder zijn ongeveer dezelfde als die van de buurtschap Oudenrijn. De zuidgrens van deze polder was de Heicopperkade, die even ten zuiden van en parallel met de rijksweg A12 loopt.
In 1866 werd een waterschap Oudenrijn gevormd dat bestond uit de polders Oudenrijn, Heicop, Galecop, Papendorp en Rosweide. In 1954 werden hieraan de polders IJsselveld en Het Nedereind van Jutfaas toegevoegd. Tevens werd toen de naam gewijzigd in Waterschap Heycop, genaamd de Lange Vliet. In 1980 ging dit waterschap op in het Waterschap Leidse Rijn en sinds 1994 is het een deel van Hoogheemraadschap De Stichtse Rijnlanden.
Het grootste deel van de voormalige polder Oudenrijn is thans volgebouwd met woningen in De Meern-Zuid en Rijnvliet en bedrijven in het Bedrijvengebied Oudenrijn.